# ازدواج كاديوت-خودكيفيتش
ازدواج كاديوت-خودكيفيتش في الاصطناع الكيميائي هو تفاعل ازدواج بين ألكاين طرفي وبين هاليد ألكاين للحصول على ألكاين دي مزدوج الرابطة الثلاثية.
يتم التفاعل بوجود حفاز من ملح نحاس أحادي مثل بروميد النحاس الأحادي في وسط قاعدي عضوي مثل الأمين.